# Gangsta.
Gangsta. (ギャングスタ Gyangusuta?) es un manga de acción seinen escrito e ilustrado por Kohske. Actualmente lo publica Shinchosha en la revista mensual de antología de manga Monthly Comic Bunch. La serie ha inspirado a un manga spin-off, una serie de audio dramas, una serie de anime y una novela original.

## Sinopsis
Gangsta sigue la vida de dos gánsteres amistosos del barrio, Worick Arcangelo y Nicolas Brown, y Alex Benedetto. Conocidos como «Benriya», se ganan la vida en las caóticas calles de Ergastulum como matones a sueldo.

## Personajes principales
Nicolas Brown (ニコラス・ブラウン Nikorasu Buraun?)
 Seiyū: Kenjirō Tsuda
Uno de los dos Benriya, Nicolas es un distante espadachín de treinta y cuatro años, siempre brusco y seco. Es sordo y se comunica con lengua de signos, a pesar de que puede hablar con ciertas limitaciones, y también puede leer los labios perfectamente. Es bajo de estatura en comparación con los otros personajes masculinos (lo que le molesta que le mencionen), y siempre se le ve con sus placas de identidad. Nicolas es muy hábil con la espada y dado que es un "etiquetado" de nivel A tiene habilidades sobrehumanas, como poder saltar muy alto, reflejos extremos, y mayor resistencia. Nicolas y Worick parecen ser amigos desde hace por lo menos veinte años. Se demuestra que, siendo un joven adolescente, Nicolas sirvió una vez como un mercenario para el padre de Worick, y también parece ser que Nicolas mató al padre de Worick cuando le quemó el ojo izquierdo a su hijo.
La relación de Nicolas con Alex, por otro lado, es inestable. Mientras que él es la primera persona en el manga que muestra un gesto amable hacia ella (cuando le tira una servilleta en la cabeza después de que un hombre la hizo sangrar por la nariz). Nicolas escoge no hacerle caso porque ella no entiende la lengua de signos y él no quiere hablar. Sin embargo, la primera vez que habla en el manga es cuando le pide a Chad, un policía, que le deje a Benriya tomar a Alex como su "botín", para salvarle así la vida. Aunque es silencioso y casi siempre va con el ceño fruncido (a menos que sea en una pelea con un oponente fuerte), Nicolas también tiene un lado cariñoso exclusivamente para Nina, la joven ayudante de Doctor Theo. También parece haber una conexión especial con una mujer enferma alojada en el establecimiento de Georgina.
Worick Arcangelo (ウォリック・アルカンジェロ Uorikku Arukanjero?)
 Seiyū: Junichi Suwabe
El otro miembro de Benriya, de treinta y cinco años, Worick es exactamente lo contrario de Nicolas. Worick es despreocupado, encantador, agradable, y disfruta coqueteando con muchas mujeres, especialmente con Alex. Es ágil, muy hábil usando armas de fuego. Worick tiene el pelo largo normalmente recogido en una media cola de caballo y tiene un parche en el ojo izquierdo. Se da a entender que su padre una vez utilizó uno de los ojos de Worick para apagar su cigarrillo. Worick conoce bien la lengua de signos y los fines de semana trabaja como gigolo por su segundo trabajo.
Alex Benedetto (アレックス・ベネデット Arekkusu Benedetto?)
 Seiyū: Mamiko Noto
Una mujer de veinticuatro años a la que Benriya salvó al matar a su proxeneta en uno de sus encargos. Recibieron la orden de eliminar también a Alex junto con el resto de la organización y a su líder Berry Abott. Nicolas y Worick la reclaman como su "botín". En un extraño giro de los acontecimientos, ahora vive con ellos dos y trabaja como su secretaria. Alex tiene la piel oscura, pelo negro y largo, y un acento notable de fuera de Ergastulum. Actualmente está trabajando duro para aprender la lengua de signos para que pueda comunicarse con Nicolas.

## Manga
Escrito e ilustrado por Kohske, Gangsta comenzó su serialización en la revista japonesa de manga Monthly Comic Bunch en marzo de 2011. En julio de 2011, el primer volumen fue publicado por Shinchosha

## Volúmenes
| Volumen 1 | ISBN                                                                                     | Publicado                |
| Volumen 1 | ISBN 978-4-10-771625-5                                                                   | 8 de julio de 2011       |
| |                                                                                          |                          |
| Contiene los capítulos: - Capítulo 1 - Capítulo 2 - Capítulo 3 - Capítulo 4 - Capítulo 5 | Contiene los capítulos: - Capítulo 1 - Capítulo 2 - Capítulo 3 - Capítulo 4 - Capítulo 5 | Personaje de la carátula |
| Ergastulum es un pueblo lleno de policías corruptos, hogar para las prostitutas y los matones de la mafia. En un pueblo con el peor crimen, Nicolas y Worick toman los trabajos sucios. Un día, una solicitud del aniquilamiento de un grupo en el territorio de la mafia y la prostitución; de parte de un policía familiar.... |                                                                                          |                          |